# 162001 Vulpius
162001 Vulpius este un asteroid din centura principală, descoperit pe 10 octombrie 1990, de Freimut Börngen și Lutz Schmadel.